# Punkty kardynalne

G_{1} - punkt główny przedmiotowy, G_{2} - punkt główny obrazowy, L_{1} - płaszczyzna główna przedmiotowa, L_{2} - płaszczyzna główna obrazowa, O - oś optyczna, F_{1} - ognisko przedmiotowe, F_{2} - ognisko obrazowe.

Punkty kardynalne – pary punktów leżące na osi układu optycznego, pozwalające zbudować obraz dowolnego punktu z obszaru przyosiowego.
Jako punkty kardynalne przyjmuje się:
- ogniska układu,
- punkty węzłowe,
- punkty główne.

W astronomii punktami kardynalnymi, stanowiącymi podstawę orientacji są: punkt północny (na przecięciu horyzontu i południka niebieskiego, po stronie bieguna północnego), punkt południowy (po stronie przeciwnej), punkt wschodni (na przecięciu horyzontu i koła wierzchołkowego, leżącego w płaszczyźnie prostopadłej z płaszczyzną południka po stronie, gdzie wschodzą ciała niebieskie), punkt zachodni (po przeciwnej stronie niż punkt wschodni).